# Public advocate di New York
L'ufficio del public advocate di New York (inglese: New York Public Advocate Office) è un ufficio esecutivo della città di New York, dipendente dal sindaco. L'ufficio funge da collegamento diretto tra i cittadini ed il governo della città, con compiti simili a quelli di un difensore civico.

## Storia
L'ufficio è stato fondato nel 1993, quando il Consiglio comunale di New York doveva votare per rinominare la carica di presidente del Consiglio comunale, revisionando la Carta della città del 1989 che prevedeva l'esistenza del presidente del City Board of Estimante New York, la cui responsabilità era unicamente cerimoniale e quindi si pensava di abolirla completamente. La carica è sopravvissuta e da allora è stata rinominata come New York Public Advocate.

## Compiti
Il public advocate è un membro senza diritto di voto del Consiglio comunale di New York con il diritto di introdurre nuove leggi. L'attività principale tuttavia è servire come mediatore tra i cittadini e il governo della città, fornendo supervisione alle agenzie pubbliche, esaminare i reclami dei cittadini riguardanti i servizi della città e proporre nuovi regolamenti per colmare le lacune o carenze di tali servizi percepiti. Ha anche il compito di nominare i membri di vari collegi e commissioni, tra cui un membro della Commissione per la pianificazione di New York e il direttore dell'Ufficio del bilancio indipendente.

## Elenco
| N° | Public advocate di New York | Inizio mandato  | Fine mandato     | Partito             |
| -- | --------------------------- | --------------- | ---------------- | ------------------- |
| 1  | Mark J. Green               | 1º gennaio 1994 | 31 dicembre 2001 | Partito Democratico |
| 2  | Betsy Gotbaum               | 1º gennaio 2002 | 31 dicembre 2009 | Partito Democratico |
| 3  | Bill de Blasio              | 1º gennaio 2010 | 31 dicembre 2013 | Partito Democratico |
| 4  | Letitia James               | 1º gennaio 2014 | 31 dicembre 2018 | Partito Democratico |
| -  | Corey Johnson (ad interim)  | 1º gennaio 2019 | 19 marzo 2019    | Partito Democratico |
| 5  | Jumaane Williams            | 19 marzo 2019   | in carica        | Partito Democratico |